# Valner Franković
Valner Franković (Arsia, 9 maggio 1968) è un ex pallamanista croato, fino al 1991 jugoslavo.

## Palmarès

### Olimpiadi
- 1 medaglia:
  - 1 oro (Atlanta 1996[1])

### Giochi del Mediterraneo
- 1 medaglia:
  - 1 oro (Bari 1997[1])

### Mondiali under 21
- 1 medaglia:
  - 1 bronzo (Spagna 1989[2])